# Елменхорст (Западна Померанија)
Елменхорст (њем. Elmenhorst) општина је у њемачкој савезној држави Мекленбург-Западна Померанија. Једно је од 64 општинска средишта округа Нордфорпомерн. Према процјени из 2010. у општини је живјело 749 становника. Посједује регионалну шифру (AGS) 13057027.

## Географски и демографски подаци
Елменхорст се налази у савезној држави Мекленбург-Западна Померанија у округу Нордфорпомерн. Општина се налази на надморској висини од 10 метара. Површина општине износи 22,5 km². У самом мјесту је, према процјени из 2010. године, живјело 749 становника. Просјечна густина становништва износи 33 становника/km².